# Trilux
Trilux GmbH & Co. KG er en tysk virksomhed, der udvikler og producerer belysning til professionelt brug. De har 1.500 ansatte ved hovedkvarteret i Arnsberg i Sauerland og ca. 5.000 ansatte på verdensplan. I 2021 omsatte de for 627 mio. euro. Deres produkter leveres til kontorer, industrier, udendørs belysning og detailhandel.
I 1912 grundlagde Wilhelm Lenze i Menden (Sauerland) en produktion af tilbehørsdele til belysningsindustrien.